# Табанера-де-Серрато
Табанера-де-Серрато (ісп. Tabanera de Cerrato) — муніципалітет в Іспанії, у складі автономної спільноти Кастилія-і-Леон, у провінції Паленсія. Населення — 118 осіб (2010).
Муніципалітет розташований на відстані близько 180 км на північ від Мадрида, 34 км на схід від Паленсії.

## Демографія
Динаміка населення (INE ):